# Anders Lindkvist
Anders Lindkvist, född 19 juni 1889 i Lilla Mölleberga, Malmö, död 27 november 1950 i Malmö, var en svensk filmfotograf och teaterchef.

## Filmfoto
- 1925 – Den gamla herrgården
- 1926 – Flickorna på Solvik
- 1927 – På kryss med Blixten
- 1927 – Vad kvinnan vill